# Alfenus Varus
(Publius) Alfenus (aussi Alfenius) Varus est une ou plus probablement plusieurs personnalités romaines, dont deux ayant atteint le rang de consulaire et un connu comme juriste élève de Sulpicius Rufus, à la fin de la République romaine

Les consulats en question sont suffect en 49 av. J.-C., ce qui pourrait correspondre au juriste élève de Rominus Speculus (mort en 48 av. J.-C.), et éponyme en 2 ap. J.-C., ce qui correspondrait peut-être à son fils ou petit-fils. Il est à noter qu'un autre « Clovis », probablement descendant des précédents, est lieutenant d'Aulus Vitellius en 18 pendant l'année des quatre empereurs.

## Biographie
Un « Alfenus Varus » est élève du grand juriste Servius Sulpicius Rufus (mort en 43 av. J.-C.), et le seul élève de Servius dont il y a des extraits dans le Digeste, recueil de citations de juristes romains de la République ou de l'Empire romain du VIe siècle
On ne sait rien de lui, hormis une histoire préservée par le grammairien Helenius Acro, vraisemblablement contemporain de Marc Aurèle, dans ses notes sur les Satires d'Horace. Le grammairien suppose que le « Alfenus Vafer » d'Horace est bien le juriste. Selon lui, il est originaire de Crémone, il a exercé le métier de barbier (tonsor) ou de cordonnier (sutor), puis il est venu à Rome pour devenir un élève de Servius. Il atteint le consulat et est honoré de funérailles publiques.
Sextus Pomponius, contemporain des empereurs Hadrien à Marc Aurèle, indique également qu'Alfenus Varus atteint le consulat, mais cela ne prouve pas que le reste de l'histoire du grammairien est véridique.
Le « Publius Alfenus Varus » qui est consul en 2 ap. J.-C. ne peut guère être l'élève de Servius Sulpicius Rufus décédé 45 ans auparavant. Il est supposé qu'il s'agit donc du fils ou petit-fils du juriste, avec 40 ans d'écart entre les deux consulats. Cependant, il se peut que le jurisque et le consul suffect de 38 av. J.-C. soit aussi deux personnalités distinctes et que Sextus Pomponius, et encore plus Helenius Acro, vivant deux siècles plus tard, a recréé l'histoire d'un unique « Alfenus » à partir d'éléments disparates (deux consuls, un juriste, et d'autres « Alfenus » venant de Crémone, etc.)

## Travaux de juriste
Il y a cinquante-quatre extraits d'Alfenus dans le Digeste, mais il est supposé qu'Alfenus peut avoir agi comme étant l'éditeur de l'œuvre de Servius. Il ressort des fragments d'Alfenus qu'il connaît bien la langue grecque, et ces extraits montrent qu'il écrit avec un style pur et perspicace. Un passage montre qu'il n'est pas étranger aux spéculations des philosophes. Selon Aulu-Gelle, grammairien du IIe siècle, Alfenus est peu curieux en matière d'antiquité, et Aulu-Gelle cite un passage dans lequel Alfenus mentionne l'un des termes d'un traité entre Rome et Carthage. Alfenus est souvent cité par des juristes plus tardifs, par exemple par Paul au début du IIIe siècle.